# Amiga Enhanced Chip Set
Az Amiga számítógépek második generációs chipsete, mely kisebb fejlesztéseket tartalmaz az eredeti chipsethez (OCS) képest. A Commodore 1990-ben mutatta be az Amiga 3000 modell részeként, valamint a kései Amiga 500 modellek és a Commodore CDTV az ECS és az OCS keverékét tartalmazták. Teljes ECS chipsettel rendelkezett még az Amiga 500 Plus 1991-ben és az Amiga 600 is 1992-ben.
Jelentős fejlesztés volt a nagyobb memóriaterület címzésére alkalmas Super Agnus és a nagyobb képernyőfelbontásokat (Hi-res) kezelni képes Super Denise chip is. A hangrendszert, illetve a floppy meghajtót vezérlő Paula chip változatlan maradt az OCS dizájnjából. A Super Agnus 2 MB Chip RAM kezelését támogatja, míg az eredeti Agnus (Fat Agnus) csak 512 KB-ot, utóda (Fatter Agnus) pedig 1 MB-ot. Az ECS Denise chip 640×480 non-interlaced, ún. Productivity, illetve 1280×200 vagy 1280×256 SuperHiRes képernyőfelbontásokat is tud, mely utóbbiak azonban csak 4 szín egyidejű megjelenítését teszik lehetővé. További újítás volt a fejlesztett Blitter, mely már 1024×1024 pixelnél nagyobb memóriaterületek (így sprite-ok) mozgatását is lehetővé tette. Az ECS továbbá képes szoftveresen átkapcsolni az 50 Hz-es és a 60 Hz-es képernyőmódok között.
Az újításoknak (nagyobb felbontások, VGA-szerű képernyőmódok) főként a felhasználói programok látták előnyét, kevésbé a játékprogramok. Az eredeti szándék az volt, hogy az ECS visszamenőleg kompatibilis legyen az OCS alapú gépekre tervezett programokkal, ez azonban néhány ECS előtti játék esetében nem valósult meg. Az OCS chipsetes Amigákat, mint pl. az A500-at könnyű ECS-re bővíteni, hiszen csak a chipseteket alkotó három chipet kell foglalataikban kicserélni.

## Fordítás
- Ez a szócikk részben vagy egészben  az   Amiga Enhanced Chip Set című angol Wikipédia-szócikk fordításán alapul.  Az eredeti cikk szerkesztőit annak laptörténete sorolja fel. Ez a jelzés csupán a megfogalmazás eredetét és a szerzői jogokat jelzi, nem szolgál a cikkben szereplő információk forrásmegjelöléseként.